# Pseudoctenus
Pseudoctenus is een monotypisch geslacht van spinnen uit de  familie van de Ctenidae (kamspinnen).

## Soort
- Pseudoctenus meneghettii Caporiacco, 1949